# Polo Científico Tecnológico
El Polo Científico-Tecnológico es un conjunto de edificios que funciona como sede de diferentes instituciones relacionadas con la ciencia y la tecnología. Está ubicado entre las calles Soler, Godoy Cruz, Paraguay y la Av. Juan B. Justo, en el predio donde se encontraban las bodegas Giol, en el barrio de Palermo, Ciudad de Buenos Aires, Argentina. 
La primera etapa del proyecto fue inaugurada el 6 de octubre de 2011 por la presidenta Cristina Fernández de Kirchner y alberga al Ministerio de Ciencia, Tecnología e Innovación Productiva, la Agencia Nacional de Promoción Científica y Tecnológica, y 4 institutos de investigación en diferentes disciplinas. 
La segunda y última etapa, que comenzó en 2012, contempla la construcción de nuevos institutos de investigación, la nueva sede del Consejo Nacional de Investigaciones Científicas y Técnicas (CONICET), un Museo Interactivo de Ciencia y un auditorio. 

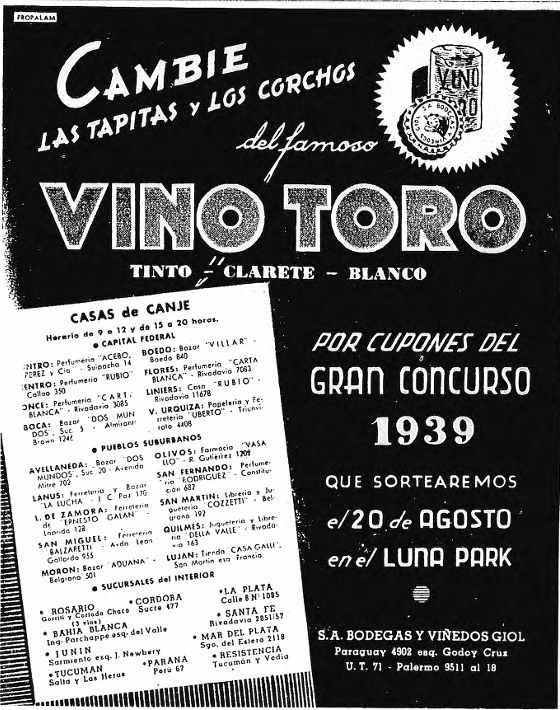
Publicidad de 1939 de Vino Toro, de las Bodegas Giol, ubicadas donde se encuentra el actual Polo Científico.

Fue construido en varias etapas, la primera etapa, finalizada en 2011, incluyó la inauguración de las sedes del Ministerio de Ciencia, la Agencia Nacional de Promoción Científica y Tecnológica, y los Institutos Internacionales Interdisciplinarios para la Innovación. La segunda etapa fue inaugurada por la presidenta dr Cristina Fernández en 2015, esta segunda etapa abarca una nueva sede del CONICET, el parque de Ciencia y tecnología. etc "es la obra de infraestructura en ciencia más importante de los últimos cincuenta años”, sostuvo el ministro de Ciencia y Tecnología Lino Barañao. el Polo abarca 45,000 m² y se habrán invertido 250 millones de pesos. Hace cuatro años se inauguraron los primeros 24 mil metros cuadrados, y en 2015 con la obra concluida suman casi 23 mil metros cuadrados adicionales.
En la inauguración de la primera etapa estuvo presente el presidente de la Sociedad Max Planck, Peter Gruss, quien expresó:

¿Quién hubiera pensado hace cuatro años que esto era posible? (...) Me siento admirado en varios niveles. El primero es que un país como la Argentina se comprometa con la ciencia de alto nivel, en traer a los mejores para que investiguen aquí la solución a problemas esenciales para el mundo entero. Después, porque encontraron un lugar muy bello y convirtieron un antiguo edificio en algo que le va a dar nueva vida a toda el área. Y en último lugar porque este instituto es de nivel mundial, y el primero en su tipo en América del Sur. Tiene todos los requisitos necesarios para hacer ciencia de excelencia.

## Secciones

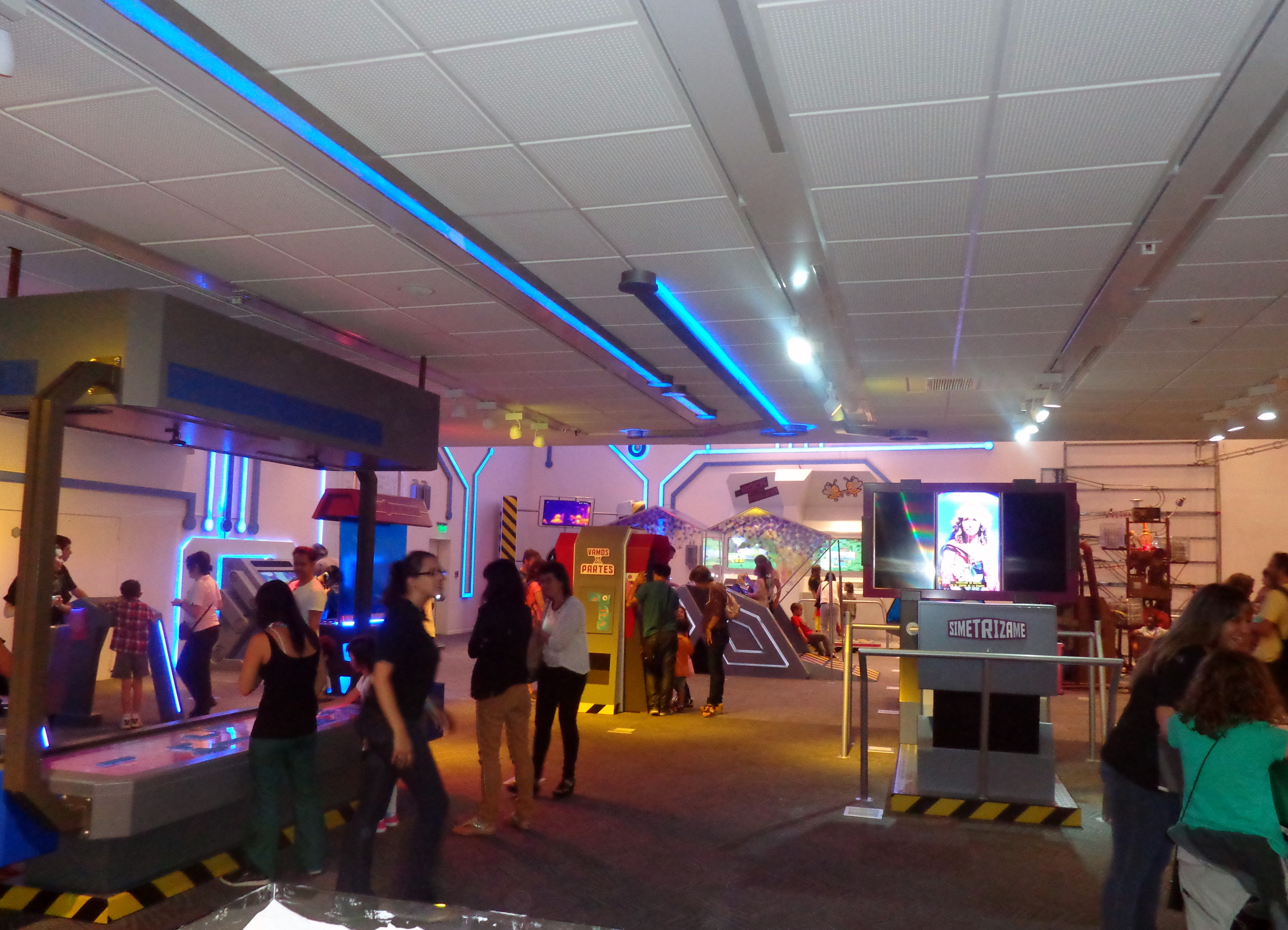
Centro Cultural de la Ciencia (C3).

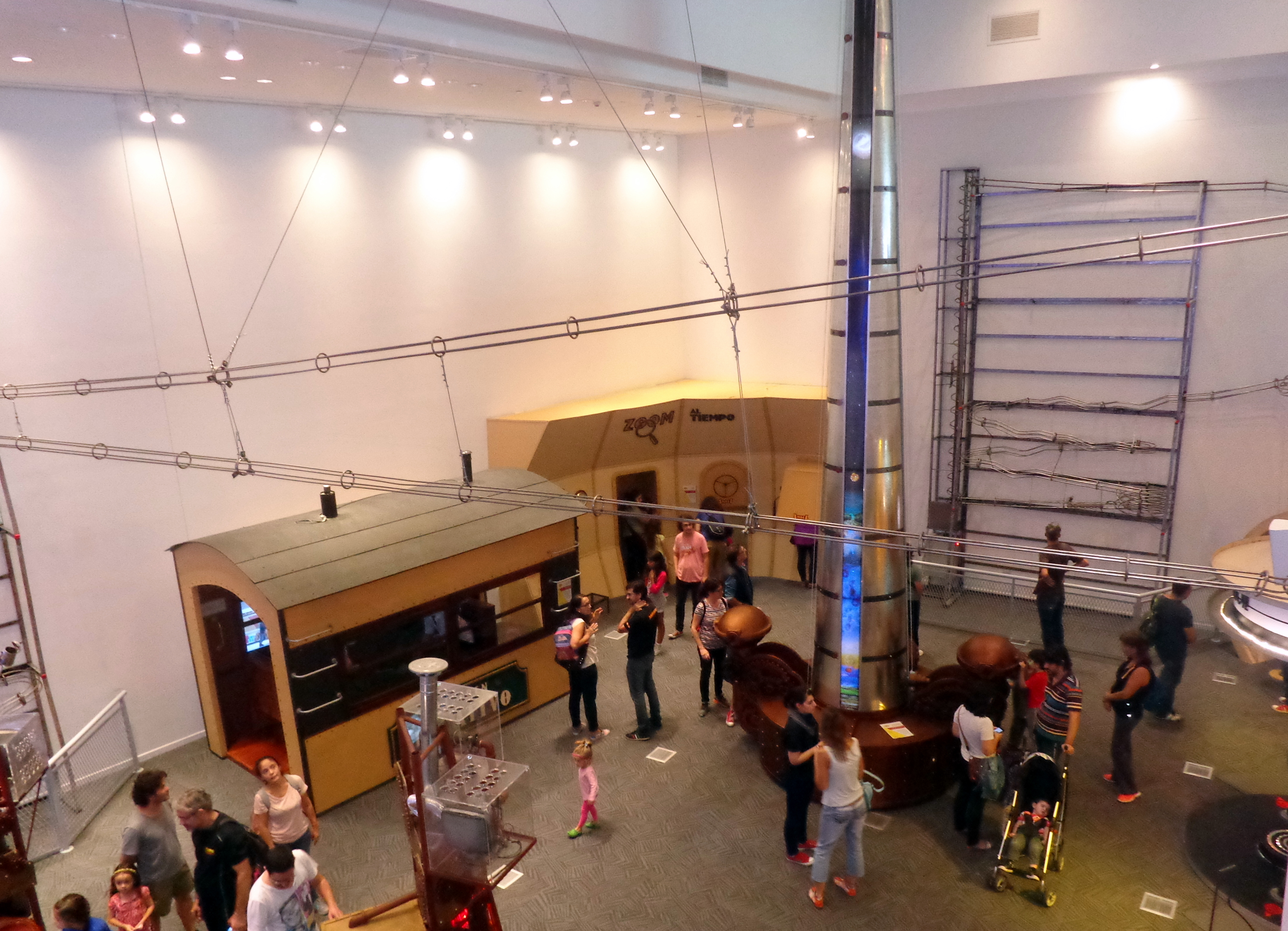
Centro Cultural de la Ciencia (C3).

- En el Edificio Rojo, funciona el Ministerio de Ciencia, Tecnología e Innovación Productiva, cartera creada en 2007; y un restaurante, pensado para la interacción interdisciplinaria entre los científicos, abierto a su vez al público en general para funcionar como nexo con la comunidad.[3][6]
- En el Edificio Blanco, la Agencia Nacional de Promoción Científica y Tecnológica, organismo dependiente del Ministerio de Ciencia que financia actividades de investigación y desarrollo; los Institutos Internacionales Interdisciplinarios para la Innovación (I4), conjunto de centros de investigación en múltiples disciplinas que se caracterizan por la asociación e interacción entre investigadores locales y extranjeros pertenecientes a grandes centros internacionales; la Oficina de Sociedad Max Planck para América Latina, sede que busca reforzar las cooperaciones de los institutos de la Sociedad Max Planck con la región.
- Nuevo edificio del CONICET, ente autárquico dependiente del Ministerio de Ciencia, Tecnología e Innovación Productiva de Argentina, destinado a promover el desarrollo de la ciencia y la tecnología en ese país.
- el Centro Cultural de la Ciencia (C3), un espacio para fomentar la cultura científica en la sociedad a través de actividades innovadoras y experiencias interactivas destinadas a la apropiación del conocimiento y al pensamiento científico tecnológico. En el C3 funciona la muestra permanente “Lugar a Dudas”. Además, en el mismo edificio se encuentra el estudio de televisión de TEC TV.
- El Parque de las Ciencias, un espacio verde de acceso público.

### Institutos Internacionales Interdisciplinarios para la Innovación
Entre los llamados I4, se encuentran:
- El Instituto de Investigación en Biomedicina de Buenos Aires (IBioBA-MPSP-CONICET), el primer Instituto Partner de la Sociedad Max Planck - que cuenta con 18 premios Nobel desde 1948 - en América Latina. Focaliza sus actividades en el estudio de los mecanismos moleculares y celulares involucrados en procesos fisiológicos y patológicos asociados a enfermedades crónicas degenerativas con el fin de determinar las bases moleculares de dichas patologías y posibles nuevos blancos para su tratamiento.
- La Unidad de Investigación y Capacitación del Centro Internacional de Ingeniería Genética y Biotecnología (ICGEB), unidad multidisciplinaria que se dedica a las áreas de bioseguridad, bioética, derechos de propiedad intelectual, desarrollada junto a los 3 componentes del ICGEB (Trieste, Nueva Delhi y Ciudad del Cabo).
- El Centro de Investigaciones en Bionanociencias Elizabeth Jares-Erijman (CIBION-CONICET) que tiene como objetivo la investigación y manipulación de sistemas biológicos a nivel nanoscópico, tarea que incluye la fabricación e investigación de estructuras nanométricas que permitan sensar, distribuir y ensamblar componentes que interactúen de manera específica con unidades biológicas.
- El Centro Bilateral de Diseño Industrial (CEBIDI), dedicado a investigar la relación entre diseño industrial y las nuevas tecnologías, involucra a varias instituciones italianas: el Politécnico de Milán, la alma mater Studiorum Universidad de Bolonia, el IUAV de Venecia y la Universidad de Campania Luigi Vanvitelli.
- El Centro de Simulación Computacional para Aplicaciones Tecnológicas (CSC-CONICET), centro en el que se buscan soluciones a problemas tecnológicos que van desde el modelado del recorrido de ondas sísmicas en formaciones geológicas, para obtener información sobre la posible existencia de hidrocarburos, hasta la simulación del funcionamiento de radares y sonares a través del desarrollo de modelos computacionales. Involucra las empresas INVAP, YPF y posee una supercomputadora en funcionamiento para los trabajos de modelado. El CSC trabaja también en colaboración con el Centre National de la Recherche Scientifique francés.
- El Centro Interdisciplinario de Estudios en Ciencia, Tecnología e Innovación (CIECTI), consorcio integrado por FLACSO Argentina, Universidad Nacional de Quilmes (UNQ) y Universidad Nacional de General Sarmiento (UNGS), dirigido a fortalecer el diseño, la implementación y la evaluación de las políticas e instituciones de Ciencia Tecnología e Innovación a través de la investigación básica y aplicada, el análisis cuanti-cualitativo, la construcción de recursos humanos y la formulación de líneas programáticas para cuyo mejor funcionamiento existen negociaciones con la Universidad de Maastricht y las Naciones Unidas.[3]

## Arquitectura

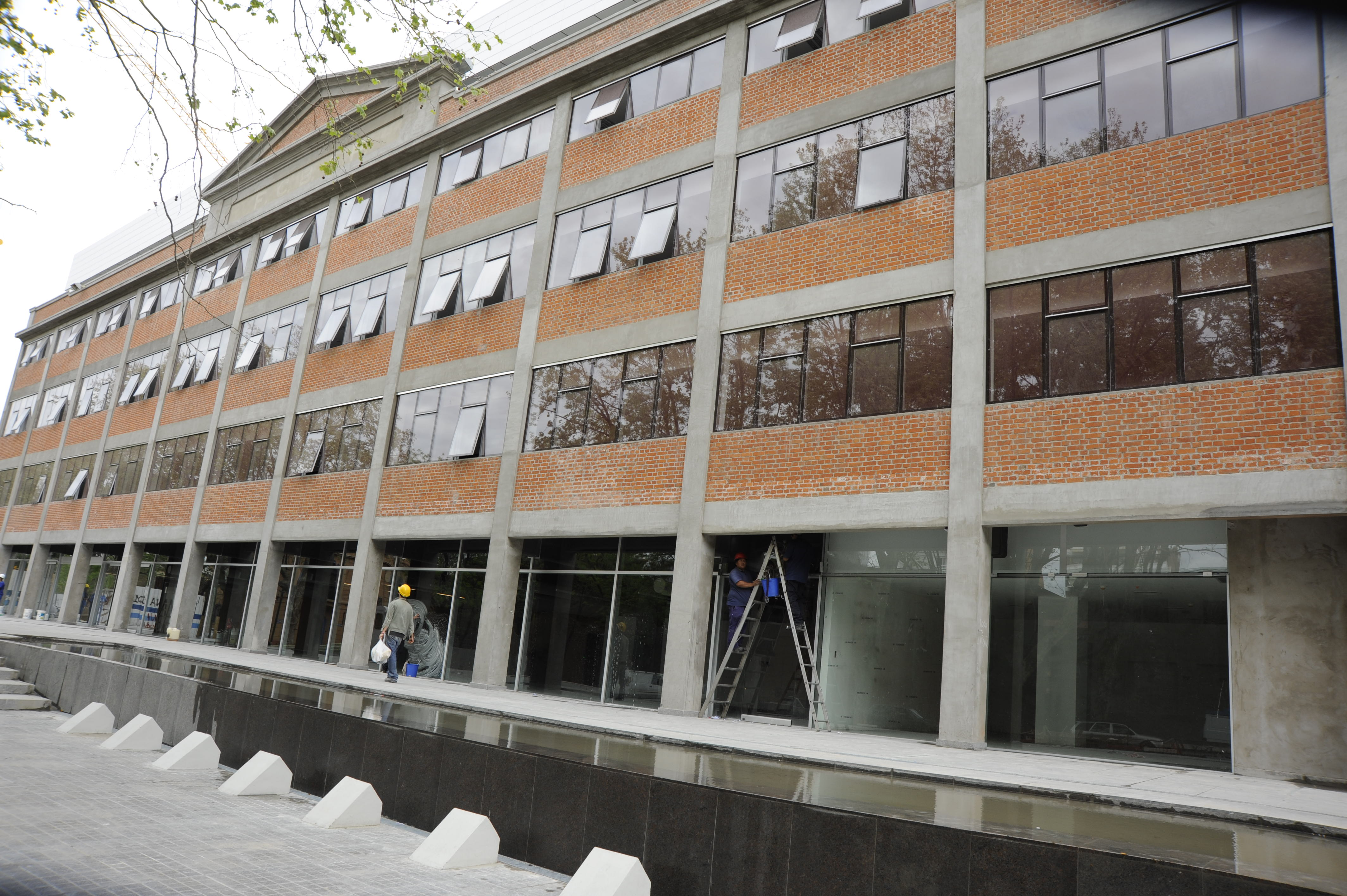
Vista del frente del Edificio Rojo, en los días previos a su inauguración, 2011.

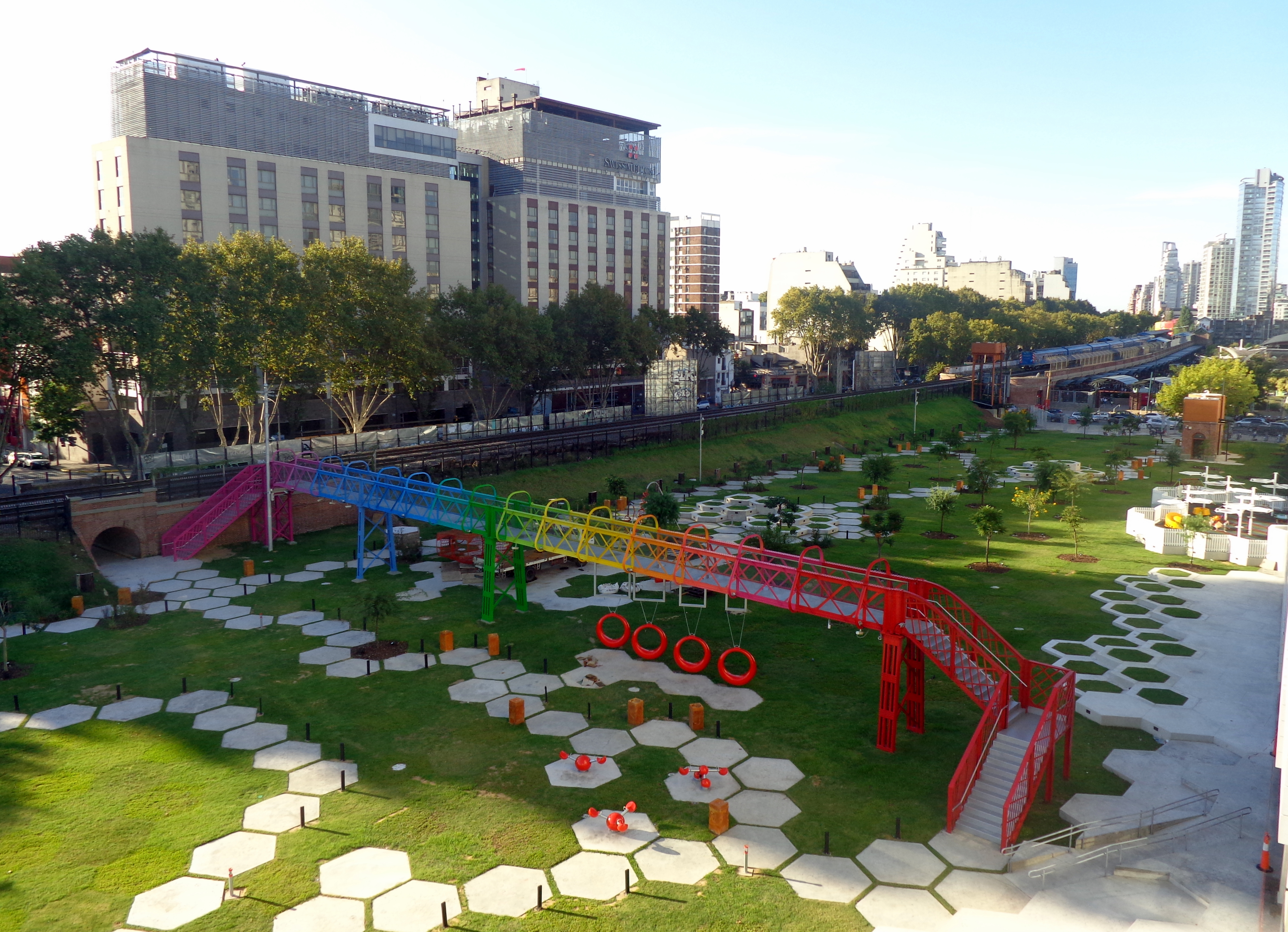
Parque de las Ciencias.

La construcción del Polo Científico-Tecnológico contempló criterios de sustentabilidad ambiental, altos estándares de seguridad y niveles de automación.
Las características principales que presenta la primera etapa de la obra son:
- Preservación del patrimonio arquitectónico: el proyecto conserva las fachadas y estructuras originales de los edificios preexistentes (Edificio Rojo y Edificio Blanco), que han sido revalorizadas mediante una operación arquitectónica, sin ocultarlas ni degradar su historicidad.

- Aislación térmica: el contrafrente cercano a la Av. Juan B. Justo posee instalado un sistema de fachada ventilada. Este sistema reduce sustancialmente el consumo de energía para climatizar las instalaciones.

- Economía en el uso del agua: para reducir el consumo de agua, el emprendimiento incorpora un sistema para el tratamiento de aguas grises. El agua procedente de descargas secundarias -lavatorios y cocinas- es filtrada, se le aplica un antiespumógeno y se la colorea. Luego de este proceso puede reutilizarse como agua no potable para la descarga en inodoros y mingitorios.

- Uso de energía solar: para el calentamiento del agua de los sanitarios se ha optado por un sistema mixto. En cada uno de los edificios se prevé la utilización de colectores solares que calientan el agua en las azoteas y que luego será conservada caliente en termotanques eléctricos, evitando el consumo de gas para esos fines.

- Sistema de gestión de instalaciones: el emprendimiento cuenta con un sistema BMS (Building Management System) que permite monitorear de manera centralizada los distintos sistemas de los edificios.

- Ahorro en el consumo informático: el sistema de computación del personal está basado en la tecnología de “clientes delgados”.

- Altos estándares de seguridad: las instalaciones contra incendio están basadas en la normativa estadounidense de la Asociación Nacional de Protección contra el Fuego (NFPA) la cual establece un sistema de detección y extinción activo de incendios con rociadores automáticos en cada sector y escaleras con sistema de presurización.

- Climatización eficiente: los edificios cuentan con un sistema de climatización denominado Volumen de Refrigerante Variable (VRV). Este sistema permite ajustar la capacidad de refrigerar o calentar un ambiente en función de la demanda instantánea de cada zona climatizada.